# Philodromus infuscatus
Philodromus infuscatus là một loài nhện trong họ Philodromidae.
Loài này thuộc chi Philodromus. Philodromus infuscatus được Eugen von Keyserling miêu tả năm 1880.